# Klaus Stähler
Klaus Peter Stähler (* 15. Februar 1939 in Dortmund) ist ein deutscher Klassischer Archäologe.
Klaus Stähler studierte zwischen 1958 und 1963 Klassische Archäologie, Klassische Philologie und Kunstgeschichte. Er schloss sein Studium 1963 mit der Promotion zum Thema Das Unklassische im Telephosfries. Die Friese des Pergamonaltares im Rahmen der hellenistischen Plastik an der Westfälischen Wilhelms-Universität in Münster ab. Dort war er danach als Kustos von 1965 bis 1994 mit dem Aufbau einer archäologischen Lehrsammlung befasst. 1975 wurde er daneben Lehrbeauftragter an der Kunstakademie Düsseldorf, später an der Kunstakademie Münster. 1980 habilitierte er sich und vertrat 1980/81 die archäologische Professur an der Universität Hamburg. 1982 wurde Stähler Professor für Archäologie an der Universität Münster. 1995 gründete er das Forschungsprojekt Die Griechen und ihre Nachbarn. Seit 1999 nimmt er auch an deutsch-russischen Ausgrabungen auf der Taman-Halbinsel teil. Zwischen 2000 und 2002 arbeitete er am Sonderforschungsbereich Funktionen von Religion in den antiken Gesellschaften des Vorderen Orients der Deutschen Forschungsgemeinschaft mit. 2004 wurde Stähler pensioniert.
Seit 1984 ist Stähler Mitherausgeber der Fachzeitschrift Boreas, seit 1992 der Reihe Eikon. Beiträge zur antiken Bildersprache. Forschungsaufenthalte führten ihn in die USA, wo er als Inhaber des Amerika-Stipendiums des Deutschen Archäologischen Instituts weilte, sowie aus Anlass von Studien zur Seidenstraße nach China und Japan. Stähler beschäftigt sich vorrangig mit der Griechischen Vasenmalerei und der antiken Plastik. Die Münsteraner Kunstakademie verlieh Stähler 2001 die Ehrendoktorwürde.

## Schriften (Auswahl)
- Das Unklassische im Telephosfries. Die Friese des Pergamonaltares im Rahmen der hellenistischen Plastik, Aschendorff, Münster 1966 (Orbis antiquus, Heft 23)
- Eine unbekannte Pelike des Eucharidesmalers im Archäologischen Museum der Universität Münster, Böhlau, Graz-Köln 1967 (Münstersche Forschungen, Band 17)
- Heroen und Götter der Griechen. Zur 200-Jahrfeier der Universität Münster 1980, Archäolog. Museum der Universität, Münster 1980
- Griechische Vasen aus westfälischen Sammlungen, Aschendorff, Münster 1984, ISBN 3-402-05246-6
- Griechische Geschichtsbilder klassischer Zeit, Ugarit-Verlag, Münster 1992 (Eikon, Band 1)
- Form und Funktion. Kunstwerke als politisches Ausdrucksmittel, Ugarit-Verlag, Münster 1993, ISBN 3-927120-13-8 (Eikon, Band 2)
- Zur Bedeutung des Formats, Ugarit-Verlag, Münster 1996, ISBN 3-927120-25-1 (Eikon, Band 3)
- Herausgeber: Zur graeco-skythischen Kunst, Ugarit-Verlag, Münster 1997, ISBN 3-927120-57-X (Eikon, Band 4)
- Das Alexandermosaik. Über Machterringung und Machtverlust, Fischer, Frankfurt am Main 1999, ISBN 3-596-13149-9
- Der Herrscher als Pflüger und Säer. Herrschaftsbilder aus der Pflanzenwelt, Ugarit-Verlag, Münster 2001, ISBN 3-934628-09-5 (Eikon, Band 6)
- Herausgeber mit Gabriele Gudrian: Die Griechen und ihre Nachbarn am Nordrand des Schwarzen Meeres. Beiträge des Internationalen Archäologischen Kolloquiums Münster 2001, Ugarit-Verlag, Münster 2009, ISBN 978-3-86835-024-1 (Eikon, Band 9)